# Guatemala en los Juegos Olímpicos de Barcelona 1992
Guatemala estuvo representada en los Juegos Olímpicos de Barcelona 1992 por un total de 14 deportistas, 12 hombres y 2 mujeres, que compitieron en 7 deportes.
El portador de la bandera en la ceremonia de apertura fue el tirador Julio Sandoval. El equipo olímpico guatemalteco no obtuvo ninguna medalla en estos Juegos.